# Over Drive (お笑いコンビ)
Over Drive（オーバードライブ）は、かつて松竹芸能で活動していたお笑いコンビ。1996年結成。2007年解散。

## メンバー
- 石野 敦士（いしの あつし、1976年3月2日 - ）

ボケ担当。兵庫県出身。AB型。
元「テンショック」の片割れ。現在は俳優業に専念。
- 緒方 雅史（おがた まさし、1974年3月1日 - ）

ツッコミ担当。大阪府和泉市出身。A型。
元「doop」の片割れ。
解散後はピン芸人「Over Drive緒方」として活動。2009年9月に「オキャディー」と改名を経て、2011年に和泉工業高校の後輩である元ダブルダッチの西井と「いずみ」を結成したが、後に解散。

## 概要
- デビュー以来大阪を中心に活動していたが、オセロの後任としてTBS『ワンダフル』にレギュラー出演することになり東京進出。
- 石野の役者転向を理由に2007年1月から活動休止していたが、2007年4月、正式に解散した。

## 受賞歴
- 1997年-NHK上方漫才コンテスト優秀賞
- 1999年-ABCお笑い新人グランプリ最優秀新人賞

## 出演番組
- 森脇健児の突撃!日本列島（KBS京都など）
- 日高のり子の Happy＠（KBS京都）
- 森脇健児のサタデーミーティング（KBS京都）
- ワンダフル（TBSテレビ、2000年10月 - 2002年3月）
- スターぼうず（BS-i）
- 爆笑オンエアバトル（NHK総合テレビ）戦績11勝10敗 最高489KB　
  - 初挑戦から無傷の6連勝を記録し好調だったが、[1]2000年6月以降から調子を落とし、4連敗を記録するなど不調が続いてしまった。2003年4月4日放送回で遂に連敗を脱出した後、同年10月24日放送回で自己最高となる489KBを記録すると同時に初のトップ通過を果たした。しかし、それ以降はあまりいい結果を出せずに終わってしまい、連勝は初挑戦からの6連勝のみだった。番組内で309KBでオンエアしたことがあり、歴代でもこの記録でのオンエアは彼らのみであり、300KB台での最低オンエアとなっている。
  - 第1回チャンピオン大会 予選7位敗退
  - 第2回チャンピオン大会 予選8位敗退
- 笑う闘犬の雄叫び（フジテレビ）
- F2-X（フジテレビ）-「笑う通販」コーナー担当
- たかじんONEMAN（毎日放送系）
- 大笑点（日本テレビ）
- オバドラ夜な夜な草むしり（MXTV）
- SCENE（MXTV）
- イエヤス（CBC）
- わらいのちから（ケーブルウエスト）
- おしゃべりやってま〜す火曜日（インターネットラジオ・K'z Station）※緒方のみ
- TOYOTA ピットイン・タイム　たまけん（文化放送）※緒方のみ
- ゼベック・オンライン（MXTV、2004年11月1日）
- 大人の自由時間・なぎら開放計画（日本BS放送、緒方）
- アイドルコロシアム（MONDO21）